# Comuna Kudlaiivka, Novhorod-Siverskîi
Kudlaiivka (în ucraineană Кудлаївка) este o comună în raionul Novhorod-Siverskîi, regiunea Cernihiv, Ucraina, formată din satele Hnativka și Kudlaiivka (reședința).

## Demografie
Componența lingvistică a comunei Kudlaiivka
     Ucraineană (97,88%)
     Rusă (2,12%)
Conform recensământului din 2001, majoritatea populației comunei Kudlaiivka era vorbitoare de ucraineană (97,88%), existând în minoritate și vorbitori de rusă (2,12%).